# Zona archeologica (zona di Roma)
Zona archeologica è la zona urbanistica 1X del Municipio Roma I di Roma Capitale.
La zona include il Foro Romano, il Circo Massimo e le Terme di Caracalla.

## Geografia fisica

### Territorio
Si estende, in diversa misura, sui rioni R. X Campitelli, R. XII Ripa, R. XIX Celio e R. XXI San Saba e, inoltre, su piccola parte del quartiere Q. XX Ardeatino. Piazza del Colosseo è condivisa fra i rioni Campitelli, Celio e Monti.
La zona confina:
- a nord con la zona urbanistica 1E Esquilino
- a est con le zone urbanistiche 1C Celio e 9D Appio
- a sud con la zona urbanistica 11D Navigatori
- a ovest con le zone urbanistiche 1C Aventino e 1A Centro Storico